# San Andrés Playa Encantada
San Andrés Playa Encantada es una localidad del estado mexicano de Guerrero. Es parte del municipio de Acapulco de Juárez.

## Toponimia
El nombre «San Andrés» hace referencia al santo patrono de la localidad: Andrés el Apóstol.

## Demografía
| Gráfica de evolución demográfica |
|                                  |

| Censo | Población |
| ----- | --------- |
| 1980  | 45        |
| 1990  | 434       |
| 2000  | 933       |
| 2010  | 1 333     |
| 2020  | 1 398     |